# Lindmalva

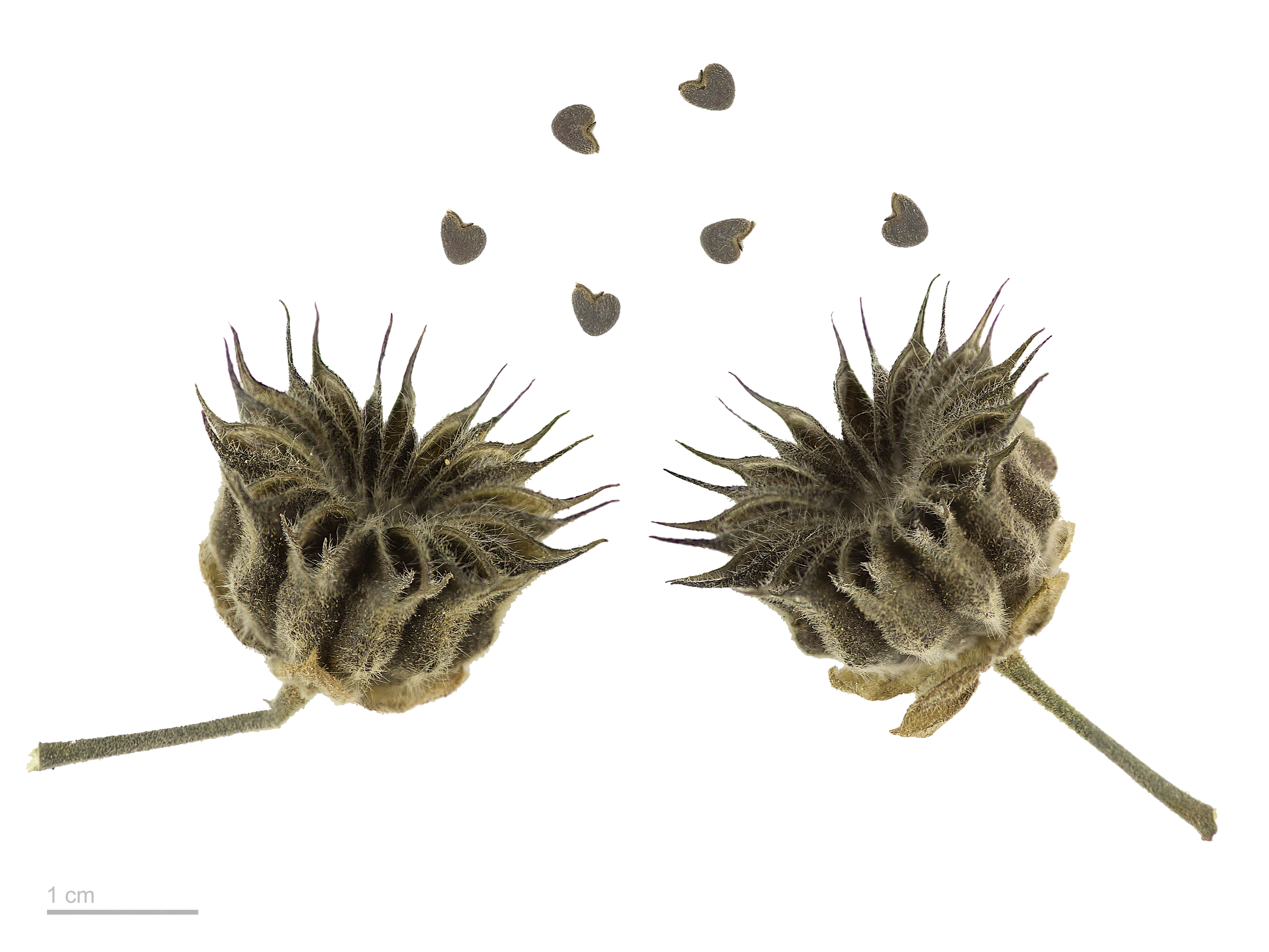
Abutilon theophrasti

Lindmalva (Abutilon theophrasti) är en växtart i familjen malvaväxter. 